# حمام کوچک گلزار
حمام کوچک گلزار مربوط به دوره قاجار است و در شهرستان بردسیر، بخش مرکزی، شهر گلزار، خیابان معتمدالعلما (۲۰۰ متری)، کوچه عاشورا واقع شده و این اثر در تاریخ ۷ اسفند ۱۳۸۶ با شمارهٔ ثبت ۲۱۴۸۲ به‌عنوان یکی از آثار ملی ایران به ثبت رسیده است.